# Elling
Elling és una pel·lícula noruega del director Petter Naess. Es va estrenar el 19 d'abril de 2001 amb notable èxit, i, a més, la cinta va tenir una bona acollida a la resta del món. Està inspirada en la novel Brodre i blodet (Germans de sang) de l'autor Ingvar Ambjørnsen. Gairebé tota la pel·lícula està rodada en Oslo.

## Repartiment
- Per Christian Ellefsen (Elling)
- Sven Nordin (Kjell Bjarne)
- Marit Pia Jacobsen (Reidun Nordsletten)
- Jørgen Langhelle (Frank Åsli)
- Per Christensen (Alfons Jørgensen)

## Premis[calcitació]
- Oscar: Oscar a la millor pel·lícula de parla no anglesa — Nominada (2002)[2]
- Premis Amanda (Noruega): Millor actor (Per Christian Ellefsen) — Nominada (2001)[3]